# 道の駅とうや湖
道の駅とうや湖（みちのえき とうやこ）は、北海道虻田郡洞爺湖町にある国道230号の道の駅である。

## 主な施設
- 駐車場
  - 普通車：50台
  - 大型車：3台
  - 身障者用 : 2台
- トイレ（いずれも24時間利用可能）
  - 男：大2器、小5器
  - 女：4器
  - 身障者用：1器
- 公衆電話：1台
- 観光案内所
- 食堂（11:00 - 15:00）
- 農産物・物産コーナー
- 休憩コーナー

## 休館日
- 年末年始（12月30日 - 1月4日）

## アクセス
直接連絡
- 国道230号

間接連絡
- 北海道道66号岩内洞爺線
- 北海道道285号豊浦洞爺線

## 周辺
- 洞爺湖